# Francesco Bonfiglio

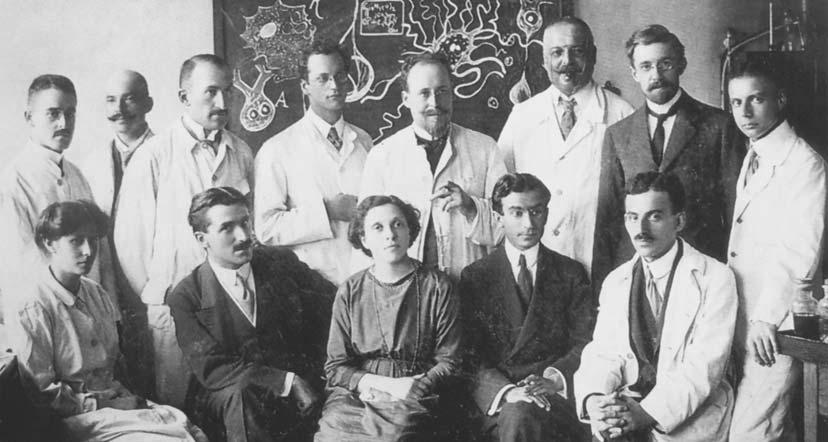
Bonfiglio (drugi z prawej w pierwszym rzędzie) w gronie współpracowników Alzheimera, Monachium, 1909 lub 1910 rok

Francesco Bonfiglio (ur. 1883, zm. 1966) – włoski neurolog i neuropatolog. 
Uczeń Franza Nissla. W 1908 przedstawił jeden z pierwszych opisów choroby, dwa lata później nazwanej mianem choroby Alzheimera.

## Prace
- Circa Le alterazioni della Corteccia cerebrale conseguenti Ad intossicazione sperimentale da Carbonato di Piombo (endefalite Produttiva). Gustav Fischer, 1909
- Di speciali reperti in un caso di probabile sifilide cerebrale. Tipografia di Stefano Calderini e Figlio, 1908